# NGC 291
NGC 291 ist eine aktive Balken-Spiralgalaxie mit ausgedehnten Sternentstehungsgebieten vom Hubble-Typ SBa im Sternbild Walfisch südlich des Himmelsäquators. Sie ist schätzungsweise 256 Millionen Lichtjahre von der Milchstraße entfernt und hat einen Durchmesser von etwa 80.000 Lj.

Im selben Himmelsareal befinden sich u. a. die Galaxien NGC 270 und NGC 277.
Das Objekt wurde am 27. September 1864 von dem deutschen Astronomen Albert Marth entdeckt.